# Sacro Monte di Graglia

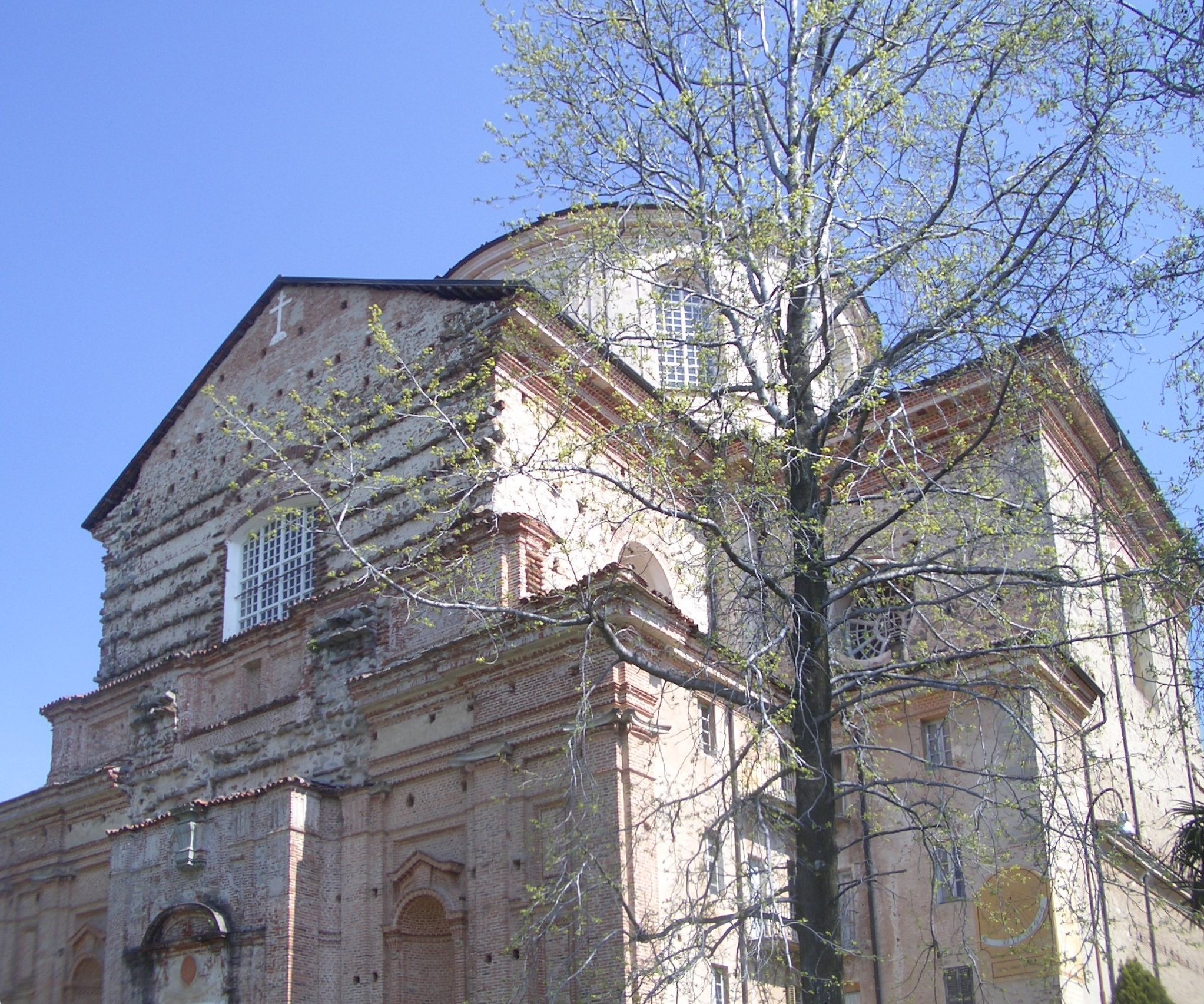
Die Wallfahrtskirche

Der Sacro Monte von Graglia ist eine Wallfahrtsstätte in Graglia in der Provinz Biella (Piemont), wenige Kilometer westlich von der Provinzhauptstadt Biella. Die Stätte, die zu den Sacri Monti gehört, liegt unterhalb des Gipfels des Mombarone, fast an der Grenze zum Aostatal. Hier erhebt sich eine Wallfahrtskirche (690 m. ü. M.), die  Unserer Lieben Frau von Loreto geweiht ist. 

## Geschichte
Der Priester Andrea Velotti, der im Jahre 1605 Pfarrer von Graglia war, wollte der Rückkehr von einer Wallfahrt ins Heilige Land ein Abbild der heiligen Stätten im Piemont errichten lassen. 1615 erläuterte er das Projekt, das er dem Gedenken des hl. Karl Borromäus weihen wollte, in einem Text mit Kupferstichen, der in Mailand erschien: Vorgesehen war der Bau von nicht weniger als einhundert Kapellen mit Terrakottastatuen, die von der Schöpfungsgeschichte bis zum Leben Jesu Christi einer Vielfalt biblischer Themen gewidmet sein sollten. Der Plan sah ein ausgedehntes Gebiet vor, das vom Ort Campra bis zum Hügel des hl. Karl Borromäus (San Carlo) reichte und mehrere Anhöhen umfasste, die nach in der Bibel erwähnten Bergen benannt werden sollten. Das Projekt begann 1616 und wurde über einen Zeitraum von etwa acht Jahren hinweg mit großem Engagement fortgeführt; in dieser Zeit wurden wenigstens zehn Kapellen von quadratischem Grundriss errichtet, vor allem am Pfad des Nordhangs. Mit dem Tode Don Velottis 1624 kam das Projekt vorerst zum Stillstand.
Unter dem Pfarrer Agostino Dal Pozzo aus Ponderano  wurden die Arbeiten wiederaufgenommen und eine imposanten Wallfahrtskirche mit angeschlossener Pilgerunterkunft errichtet,  die Unser Lieben Frau von Loreto geweiht werden sollte. Für das Projekt begeisterte sich auch Karl Emanuel II. von Savoyen, der den Militäringenieur des Hofes, Pietro Arduzzi, schickte und das Unternehmen finanzierte. Die Arbeiten begannen 1654 nach dem Entwurf eines Zentralbaus, der ein verkleinertes Abbild des heiligen Hauses von Loreto beherbergen sollte.
Unter der Leitung von Don Giovanni Tua di Galfiones aus Occhieppo Superiore wurden die Arbeiten 1659 wurden die Arbeiten am heiligen Berg zunächst verstärkt, dann aber aufgrund von Kriegen, Hungersnöten und Epidemien unterbrochen. 1684 wurden vier Kapellen fertiggestellt, von denen die ersten beiden Darstellungen der Geburt Christi und der Anbetung der Heiligen Drei Könige gewidmet waren, die Francesco Pozzi aus Terrakotta schuf. Die anderen beiden Kapellen enthielten Darstellungen der Darbringung des Herrn im Tempel und der Beschneidung des Herrn des Bildhauers Carlo Pagano und des Malers Prospero Antonio Placco, von dem auch die beiden seitlichen Altarbilder in der Kirche stammen.
Außen im kleinen Hof wurden zwei Sonnenuhren und ein Steinbrunnen errichtet. Ab 1760 erlebte der Bau der Wallfahrtskirche unter der Leitung des neuen Pfarrers Carlo Gastaldi einen neuen Aufschwung, der bis zu seiner Fertigstellung im Jahr 1769 anhielt. Die Wallfahrtskirche wurde zwischen 1760 und 1769 von dem Architekten Bernardo Antonio Vittone fertiggestellt, der den Grundriss des griechischen Kreuzes mit den Abmessungen 44 mal 33 Meter beibehielt. Die Wallfahrtskirche zeichnet sich ihre streng gegliederte Fassade aus unverputzten Ziegeln aus, die mit der prächtigen Barockdekoration im Innern kontrastiert. Die marianische Kapelle wurde mit einer Statue der Gottesmutter versehen. Die Architektur der Kuppel mit einer kleineren Kuppel darüber (Gesamthöhe 38 m), wurde von Fabrizio Galliari 1780 mit Fresken in Trompe-l’œil-Technik ausgemalt. Das Altarbild mit dem Tod des hl. Joseph wurde 1785 von Mauro Picinardi ausgeführt.
Im Jahre 1788 wurde die  Nachbildung des heiligen Hauses von Loreto vom Mittelpunkt der Kirche zum  Chorraum hin versetzt. 1828 wurde an die Stelle der vorherigen Kapelle mit Darstellungen des Kindermordes in Bethlehem links vom Presbyterium versetzt. 1831 wurde der imposante Hauptaltar errichtet, ein Werk von Perratone und Catella aus Lugano, 1839 die Orgel eingebaut, ein Werk von Felice Bossi aus Bergamo. Später folgten Erweiterungen und Ausschmückungen.
An das ursprüngliche Projekt für den Sacro Monte von Graglia erinnern noch zehn Kapellen. Sechs Kapellen auf dem Hügel San Carlo, die wohl die Szenen auf dem Kalvarienberg enthielten, sind mittlerweile zerfalle. Die Kirche auf dem San Carlo enthielt eine Kreuzabnahme, die im Zweiten Weltkrieg zerstört wurde. Erhalten geblieben ist die Kapelle mit den Statuen des hl. Karl Borromäus im Gebet vor dem Leichnam Christi. Die Darstellungen der anderen vier Kapellen, die Episoden der Kindheit Christi zeigen, wurden in die Basilika gebracht und somit vor dem Verfall gerettet. 